# Ksar Lemsa
Ksar Lemsa est un site archéologique situé dans le gouvernorat de Kairouan en Tunisie, correspondant à la cité antique de Limisa et connu essentiellement pour son théâtre romain et sa forteresse byzantine.

## Situation
Le site se situe en surplomb de l'oued Maarouf, au pied du djebel Bouja.

## Histoire
La ville antique romaine de Limisa est peu connue. De rares fouilles ont été effectuées et seuls la citadelle byzantine et le petit théâtre romain sont connus. L'organisation municipale est également peu connue. Un corpus épigraphique permet de comprendre quelques aspects de la ville tant du point de vue architectural que de son organisation. Cité sufétale,, la ville a le statut de civitas au moins jusqu'au début du règne de l'empereur Septime Sévère puis de municipe avant 208.
Du point de vue architectural, l'épigraphie mentionne un arc et la restauration de thermes bâtis sous Constantin à la fin du IVe siècle.
Le site est fouillé entre 1966 et 1969 par K. Belkhodja.